# 2011년 태국 총선거

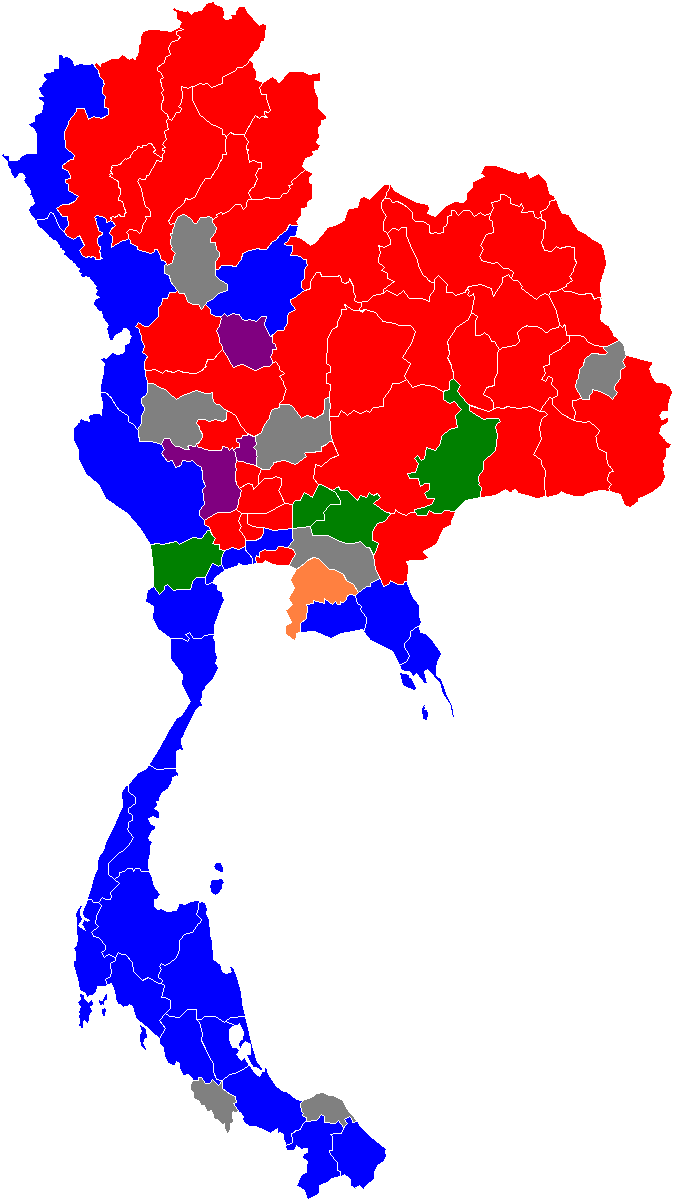
2011년 태국 총선거 결과

2011년 태국 총선거는 2011년 7월 3일에 태국에서 열린 선거이다. 불기 2554년 국회 해산 칙령에 따라 열렸으며, 이 결과 이전의 국회는 2011년 5월 10일에 해산되었다.